# Рождество Богородично
Рождество на Пресвета Богородица, също Рождество Богородично, Малка Богородица или Рожен е църковен празник, посветен на рождението на Богородица и чудотворните събития, около него.

## Отбелязване
Рождество Богородично е 1 от трите големи празника в източноправославния календар, посветени на Богородица, както и сред 12-те най-големи религиозни празника в календара на църквата. В календара на Българска православна църква и други църкви, възприели Новоюлианския календар, празникът се отбелязва ежегодно на 8 септември, а от Македонската православна църква и другите източноправославни църкви, запазили за богослужебни цели Юлианския календар празникът се чества на 21 септември по Григорианския, по който календар се празнува на 8 септември от католиците и протестантите. У коптите и етиопците се е запазила датата 9 май.

## Легенда
Според църковното предание, нейни родители са Свети Йоаким и Света Анна. Те дълго време нямат дете, макар че често се молят на Йехова за това, но скоро след като обещават, ако им се роди отроче, да го посветят за служба във Втория храм, Анна забременява и впоследствие ражда бъдещата майка на Исус Христос.

## Обичаи
Малка Богородица е един най-предпочитаните празници за провеждане на ежегодни събори из цяла България и Северна Македония. Редица църкви и манастири празнуват патронен празник именно на този ден.
В българските традиции, Рождество на Пресвета Богородица се отбелязва предимно от жени, за да им помага Богородица в беда или в тежка работа. Според обичаите, стопанката на дома приготвя празнична пита. Има поверие, че ако домакинята в някоя къща шие или тъче на този ден, децата в дома ще се разболеят.